# Herb gminy Iława
Herb gminy Iława – jeden z symboli gminy Iława.

## Wygląd i symbolika
Herb przedstawia na tarczy dwudzielnej przedzielonym złotym ukośnym pasem w górnym błękitnym polu dwa srebrne żagle, a w dolnym zielonym polu trzy złote kłosy. 